# Atletiek op de Paralympische Zomerspelen 2024 - Verspringen mannen T12
Het Verspringen voor mannen klasse T12 op de Paralympische Zomerspelen 2024 vond plaats van op 2 september in het Stade de France. Deze klasse is voor slechtziende atleten zullen over het algemeen enig restzicht hebben, het vermogen om de vorm van een hand op een afstand van 2 meter te herkennen en het vermogen om helder waar te nemen zal niet meer dan 2/60 zijn.  De winnaar in Tokio was Amir Khosravani uit Iran, die in 2024 werd opgevolgd door Said Najafzade uit Azerbeidzjan. Doniyor Saliev uit Oezbekistan behaalde het zilver en de Argentijn Fernando Vazquez won de bronzen medaille.

## Records
Voorafgaand aan het toernooi waren dit het wereldrecord en het Paralympisch record.
| Wereldrecord        | Oezbekistan Doniyor Saliev     | 7.47 | Parijs | 12 juli 2023      |
| Paralympisch record | Zuid-Afrika Hilton Langenhoven | 7.31 | Peking | 13 september 2008 |

## Uitslag
| Rang   | Atleet           | Atleet | #1   | #2   | #3   | #4   | #5   | #6   | Resultaat | Bijz. |
| ------ | ---------------- | ------ | ---- | ---- | ---- | ---- | ---- | ---- | --------- | ----- |
| Goud   | Said Najafzade   | AZE    | 7.08 | x    | 7.19 | 7.20 | 7.27 | 7.09 | 7.27      |       |
| Zilver | Doniyor Saliev   | UZB    | 7.04 | 7.05 | 7.16 | 7.06 | 6.96 | 6.91 | 7.16      | SB    |
| Brons  | Fernando Vazquez | ARG    | 6.61 | 6.73 | 6.66 | 6.53 | 6.71 | 6.88 | 6.88      |       |
| 4      | Kar Gee Wong     | MAS    | 6.85 | 6.61 | 6.55 | x    | 6.75 | 6.78 | 6.85      |       |
| 5      | Daiki Ishiyama   | JPN    | x    | 6.53 | 6.75 | 6.62 | 6.60 | 6.74 | 6.75      |       |
| 6      | Andreas Walser   | GER    | 6.43 | 6.59 | 6.21 | 6.73 | 6.65 | 6.60 | 6.73      | SB    |